# هيكتور غارسيا غودوي
هيكتور غارسيا غودوي (بالإسبانية: Héctor García Godoy)‏ (و. 1921 – 1970 م) هو سياسي، ومحام من جمهورية الدومينيكان .

## روابط خارجية
- هيكتور غارسيا غودوي على موقع مونزينجر (الألمانية)